# Chiesa greco-cattolica melchita
La Chiesa greco-cattolica melchita (in arabo كنيسة الروم الملكيين الكاثوليك‎?, Kanīsat ar-Rūm al-Malakiyyīn al-Kāṯūlīk) è una chiesa cattolica sui iuris di rito bizantino, insignita del titolo patriarcale, con base in Medio Oriente. Con sede a Damasco, è guidata dal patriarcato di Antiochia dei melchiti ed è tradizionalmente di lingua e identità araba. Conta centinaia di migliaia di fedeli, principalmente arabi cristiani, ed è diffusa perlopiù in Siria, Libano, Israele e Palestina, con vaste comunità nel resto del mondo arabo e in America Latina.
La Chiesa greco-cattolica melchita estende la sua giurisdizione su tutti i fedeli cattolici di rito bizantino residenti nel territorio degli antichi patriarcati di Antiochia, di Gerusalemme e di Alessandria d'Egitto, e su quelli della diaspora.

## Caratteristiche
Oggi, nell'uso comune, il termine "melchita" è attribuito ai soli cattolici di rito bizantino e di lingua araba. In passato, con il termine "melchita" si designavano tutti i cristiani di rito bizantino, sia cattolici sia ortodossi, dei patriarcati di Alessandria, di Antiochia e di Gerusalemme. Nel VII secolo avvenne una scissione, all'interno della Chiesa di Antiochia, tra calcedonisti e non calcedonisti. Questi ultimi chiamarono "melchiti" (da malkā, ossia "sovrano" in siriaco) i fedeli dell'altra parte, che conservavano, nelle questioni cristologiche, la fede calcedonese dell'imperatore bizantino. I cattolici melchiti sono chiamati in arabo Rūm Kathūlīk, dove il termine Rūm indica Costantinopoli in quanto "nuova Roma".
La liturgia in uso presso i melchiti segue il rito bizantino, caratteristico della maggior parte dei cristiani orientali. Esso fu codificato e sistematizzato da San Giovanni Crisostomo ed è rimasto pressoché invariato dai secoli VI-VII secolo. I melchiti seguono le varianti greche del rito bizantino, ma si distinguono da altri cristiani d'Oriente poiché usano come lingua liturgica principalmente l'arabo.
Oggi la maggioranza dei melchiti vive tra Siria, Libano (dove rappresentano il terzo gruppo cristiano dopo i maroniti e i greco-ortodossi) e in Israele (dove rappresentano la maggioranza dei cristiani).

## Storia

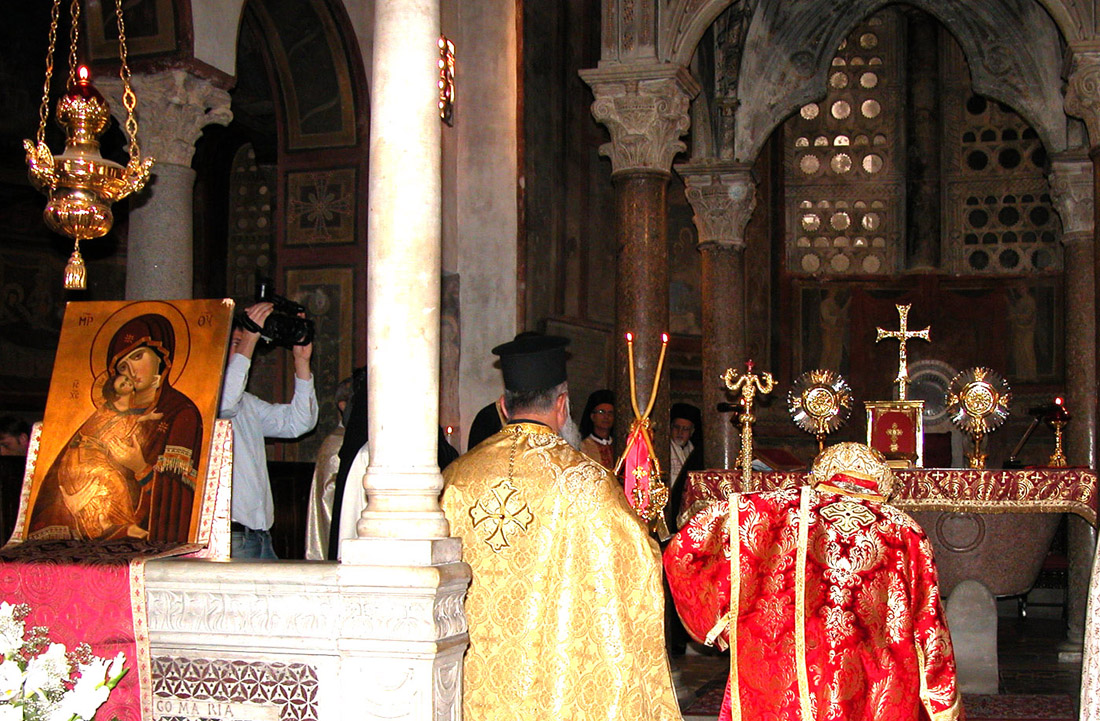
Una Messa celebrata da Gregorio III Laham alla basilica di Santa Maria in Cosmedin.

Nel V secolo, il Concilio di Calcedonia decretò la cosiddetta dottrina "cristologica": Gesù unigenito Figlio di Dio, Gesù è veramente Dio e veramente uomo. Marciano, imperatore di Costantinopoli, pose i decreti del Concilio come legge dello Stato.
Coloro che accettarono le decisioni del Concilio furono, pertanto, detti "uomini del re" o "melchiti".
Nel VII secolo, il Medio oriente fu occupato dai musulmani. I cristiani del Medio Oriente continuarono a riconoscere l'autorità del Patriarcato di Costantinopoli, cui si mantennero fedeli anche dopo lo scisma con la Chiesa di Roma del 1054.
Nel XVII secolo, le missioni cattoliche in Medio oriente sostennero il movimento di vescovi, clero e fedeli delle chiese ortodosse locali che iniziavano a vedere con favore un ritorno nel seno della cattolicità, anche per godere della protezione accordata dai sultani ottomani ai cattolici in base al regime delle Capitolazioni siglate da Solimano il Magnifico con il re di Francia Francesco I.
Nel 1709, Cirillo III, patriarca di Antiochia, riaffermò l'autorità del Papa. Le comunità ecclesiali locali si divisero tra chi vedeva nel riconoscimento del primato romano un'occasione di salvezza e chi considerava i missionari latini incapaci di comprendere la tradizione orientale. Nel 1724 la parte di clero favorevole al ritorno sotto l'autorità spirituale dichiarò formalmente l'unione con la Santa Sede.
Nel corso del XIX secolo, i rapporti tra la Chiesa melchita e la Santa Sede non furono esenti da tensioni, dal momento che Pio IX (1846-1878) cercò a più riprese di affermare la supremazia papale (si pensi in particolare alla bolla Revursurus del 1866) e spesso di avviare una particolare latinizzazione della liturgia e del diritto canonico. Solo con Leone XIII (1878-1903) e l'enciclica Orientalium dignitas i rapporti tra la Santa Sede e le comunità cattoliche di rito bizantino si distesero.
Durante il Concilio Vaticano II, Massimo IV, patriarca di Antiochia, contribuì all'apertura del dialogo con la Chiesa ortodossa.
Dall'inizio del XXI secolo la Chiesa melchita, al pari di molte altre comunità cattoliche e ortodosse, vive nuovi momenti di tensione, in particolare a causa dell'elevato tasso di emigrazione, dell'instabilità politica nei territori del Medio Oriente, e più di recente per le minacce di gruppi fondamentalisti islamici.

## Struttura ecclesiastica
La Chiesa greco-cattolica melchita è suddivisa nelle seguenti circoscrizioni ecclesiastiche:

### Nelle terre di origine
Con la lettera apostolica Orientalium dignitas, papa Leone XIII nel 1894 estese la giurisdizione del patriarca greco-melchita di Antiochia «sopra tutti i fedeli del medesimo rito che dimorano entro i confini dell’Impero Turco». Questa decisione definì il territorio su cui il patriarca cattolico greco-melchita di Antiochia esercita la sua giurisdizione, che comprende tutte le nazioni che costituivano l'impero ottomano.
- Il patriarcato di Antiochia dei Melchiti, con sede a Damasco (in Siria); dal patriarca dipendono direttamente:
  - l'arcieparchia di Alessandria[4], con sede a Il Cairo, da cui dipendono anche i melchiti del Sudan e del Sudan del Sud;
  - l'arcieparchia di Gerusalemme[4], con sede a Gerusalemme;
  - l'esarcato patriarcale dell'Iraq, eretto nel 1838, con sede a Baghdad;
  - l'esarcato patriarcale del Kuwait, eretto nel 1972, con sede ad Al Kuwait;
  - l'esarcato patriarcale d'Istanbul, eretto nel 1946, con sede a Istanbul, che dal 1957 è amministrato dal Vicariato apostolico di Istanbul.[5]
- Sedi metropolitane e diocesi suffraganee del patriarcato:
  - Arcieparchia di Damasco (Siria): è la sede del patriarca; da essa dipende come suffraganea:
    - l'Arcieparchia di Zahleh e Furzol (Libano);

  - Arcieparchia di Akka (Israele);
  - Arcieparchia di Aleppo (Siria) [nominalmente metropolitana];
  - Arcieparchia di Baalbek (Libano);
  - Arcieparchia di Beirut e Jbeil (Libano) [nominalmente metropolitana];
  - Arcieparchia di Bosra e Hauran (Siria) [nominalmente metropolitana];
  - Arcieparchia di Homs (Siria) [nominalmente metropolitana];
  - Arcieparchia di Laodicea (Siria);
  - Arcieparchia di Petra e Filadelfia (Giordania);
  - Arcieparchia di Tiro (Libano), da cui dipendono come suffraganee:
    - Arcieparchia di Baniyas (Libano);
    - Arcieparchia di Sidone (Libano);
    - Arcieparchia di Tripoli (Libano).

### Nella diaspora
- Sedi immediatamente soggette alla Santa Sede:
  - Eparchia di Newton negli Stati Uniti d'America
  - Eparchia di Nostra Signora del Paradiso di Città del Messico in Messico
  - Eparchia del Santissimo Salvatore di Montréal in Canada
  - Eparchia di San Michele di Sydney in Australia
  - Esarcato apostolico del Venezuela
  - Esarcato apostolico di Argentina
- Sede suffraganea:
  - Eparchia di Nostra Signora del Paradiso di San Paolo in Brasile, suffraganea dell'arcidiocesi di San Paolo
- Comunità della diaspora non costituite in alcuna circoscrizione ecclesiastica:[6]
  - in Francia, le parrocchie di Saint-Julien-le-Pauvre a Parigi (fondata nel 1888) e di Saint-Nicolas de Myre a Marsiglia (dal 1821);
  - in Italia, le comunità romane della Basilica di Santa Maria in Cosmedin (dal 1965) e della Chiesa di San Basilio agli Orti Sallustiani (tenuta dall'Ordine Basiliano del Santissimo Salvatore del Monte Libano, come pure il collegio annesso);
  - in Svezia, la parrocchia di Stoccolma (Stockholms Katolska Stift);
  - in Belgio, la parrocchia San Giovanni Crisostomo di Bruxelles (fondata nel 1980);
  - in Gran Bretagna, la parrocchia San Giovanni Crisostomo di Londra;
  - in Austria, una comunità parrocchiale a Vienna.

## Ordini religiosi
La Chiesa greco-cattolica melchita ha alcuni ordini religiosi propri, tra cui:
Maschili
- l'Ordine basiliano del Santissimo Salvatore dei melchiti (B.S.);
- l'Ordine basiliano soarito di San Giovanni Battista dei melchiti (B.C.);
- l'Ordine basiliano aleppino dei melchiti (B.A.);
- la Società dei missionari di San Paolo (S.M.S.P.) [diritto patriarcale];

Femminili
- le Suore salvatoriane dell'Annunciazione (C.S.B.A.);
- le Suore basiliane soarite (R.B.C.);
- le Suore basiliane aleppine (R.B.A.);
- le Missionarie di Nostra Signora del Perpetuo Soccorso (C.M.P.S.) [diritto patriarcale].

## Sinodo patriarcale
Elenco dei Presidenti del Sinodo della Chiesa greco-cattolica melchita:
- Patriarca Maximos V Hakim (1969 - 22 novembre 2000)
- Patriarca Gregorio III Laham (5 dicembre 2000 - 6 maggio 2017)
- Patriarca Youssef Absi, dal 21 giugno 2017